# 富仁乡
富仁乡是中国陕西省西安市周至县下辖的一个乡。

## 行政区划
富仁乡下辖以下行政区：
永流村、渭兴村、渭丰村、永丰村、建兴村、新农村、富仁村、富兴村